# Poecilmitis aridus
Poecilmitis aridus är en fjärilsart som beskrevs av Terence Dale Pennington 1954. Poecilmitis aridus ingår i släktet Poecilmitis och familjen juvelvingar. Inga underarter finns listade i Catalogue of Life.